# Jeon So-yeon
Dans ce nom coréen, le nom de famille, Jeon, précède le nom personnel.
Jeon So-yeon (coréen : 전소연; née le 26 août 1998), aussi appelée Soyeon (소연) est une rappeuse, chanteuse, auteur, compositrice productrice et parolière sud-coréenne signée sous Cube Entertainment. Elle est la leader du girl group (G)I-dle connue pour sa technique en rap et pour avoir écrit et produit la plupart des chansons du groupe. Elle est aussi connue pour être féministe, notamment grâce à "Nxde", inspiré de Marilyn Monroe. 

## Carrière

### 2016–2017: Produce 101, Unpretty Rapstar et début solo
En janvier 2016, Soyeon représente son agence, Cube Entertainment, dans la première saison de l’émission télévisée Produce 101. Cependant, elle termine 20e lors de l’épisode final et n’intègre donc pas le groupe formé par le programme, I.O.I.
En juillet 2016, elle participe à la saison 3 de la compétition de rap Unpretty Rapstar. Elle termine demi-finaliste.
Le 29 décembre 2016, Soyeon signe un contrat exclusif en tant qu’artiste sous Cube Entertainment. Elle débute en solo le 5 novembre 2017 avec les singles "Jelly" et "Idle Song",,,.

### 2018-2020: Début avec (G)I-DLE et collaborations
Le 11 janvier 2018, il est annoncé que Soyeon débutera dans le nouveau girl group de son agence, (G)I-dle,,.
Le 8 août 2018, il est révélé qu’elle participera au projet Station Young pour l’album Station X 0 de SM Entertainment, aux côtés de Seulgi de Red Velvet, Chungha, et SinB de GFriend. Elles sortent le titre "Wow Thing" le 28 septembre,.
Le 3 novembre 2018, Soyeon avec Miyeon de (G)I-DLE, Madison Beer et Jaira Burns sortent le titre Pop/Stars sous le nom de groupe K/DA, pour le jeu League of Legends,,. Le single est certifié disque d'or. Elle réitérera cette expérience en novembre 2019 à Paris pour le MV et le live de Giants en featuring avec les rappeurs et rappeuses américains DUCKWORTH, Thutmose, Becky G et Keke Palmer.
Le 4 mars 2019, Soyeon collabore avec Key pour son album repackage I Wanna be, avec le single et clip du même nom.
Le 22 juillet 2020, HYO fait son retour avec Dessert. Elle est accompagnée du rappeur Loopy et de Soyeon.
Le 27 août 2020, elle réitère une nouvelle fois sa collaboration avec League of Legends et Riot Games en reprenant son rôle d'Akali sur l'EP All Out du groupe virtuel K/DA. Elle participe aux singles More et The Baddest en featuring avec Madison Beer, Jaira Burns, Lexie Liu, Miyeon de (G)I-DLE, Bea Miller et Wolftyla. Ces deux singles se placent en tête du classement Billboard world digital song sales.

### 2021:Windy, premier EP solo
Le 5 juillet 2021, après quatre ans de hiatus, Soyeon revient en solo avec le premier mini album Windy et le single promotionnel Beam Beam. Les cinq pistes de Windy sont écrites et produites par Soyeon. Elle remporte son premier trophée lors l'émission musicale The Show de SBS MTV avec le single Beam Beam, le 13 juillet (deux victoires en tout : The Show et M Countdown). 

## Discographie

### Mini-album (EP)
| Titre | Détails | Classement | Ventes               |
| Titre | Détails | COR        | Ventes               |
| ----- | --- | ---------- | -------------------- |
| Windy | - Date de sortie : 5 juillet 2021 - Labels : Cube Entertainment, Republic Records - Formats : CD, téléchargement numérique, streaming audio | 7          | COR : plus de 38 717 |

### Singles
| Année                                                                               | Titre                                                    | Meilleures positions | Meilleures positions | Album                              |
| Année                                                                               | Titre                                                    | COR                  | USA World            | Album                              |
| Comme artiste solo                                                                  | Comme artiste solo                                       | Comme artiste solo   | Comme artiste solo   | Comme artiste solo                 |
| ----------------------------------------------------------------------------------- | -------------------------------------------------------- | -------------------- | -------------------- | ---------------------------------- |
| 2017                                                                                | Jelly                                                    | —                    | —                    | Hors album                         |
| 2018                                                                                | Idle Song (아이들 쏭)                                    | —                    | —                    | Hors album                         |
| 2019                                                                                | The Loveless (애정결핍)                                  | —                    | —                    | Hors album                         |
| 2021                                                                                | Beam Beam (삠삠)                                         | 115                  | —                    | Windy                              |
| 2022                                                                                | Fire                                                     | —                    | —                    | Street Dance Girls Fighter Special |
| Collaborations                                                                      |                                                          |                      |                      |                                    |
| 2018                                                                                | Wow Thing (avec Seulgi, SinB, et Chungha)                | 35                   | 3                    | SM Station X 0                     |
| 2019                                                                                | Giants (avec Becky G, Keke Palmer, Duckwrth et Thutmose) | —                    | —                    | Hors album                         |
| 2021                                                                                | New Vision (avec Colde)                                  | —                    | —                    | Hors album                         |
| 2023                                                                                | Nobody (avec Liz & Winter)                               | À venir              | À venir              | Hors album                         |
| En featuring                                                                        |                                                          |                      |                      |                                    |
| 2019                                                                                | Hang Out (너도? 나도!) (Lee Min-hyuk feat. Soyeon)       | —                    | —                    | Hutazone                           |
| 2019                                                                                | I Wanna Be (Key feat. Soyeon)                            | 122                  | 13                   | I Wanna Be                         |
| 2020                                                                                | Dessert (HYO feat. Loopy & Soyeon)                       | —                    | 16                   | Deep                               |
| 2021                                                                                | Ani (애니) (Ravi feat. Soyeon)                           | —                    | —                    | Hors album                         |
| "—" signifie que le titre ne s'est pas classé ou n'est pas sorti dans cette région. |                                                          |                      |                      |                                    |

## Filmographie

### Télévision
| Année | Titre              | Rôle         | Chaîne |
| ----- | ------------------ | ------------ | ------ |
| 2016  | Produce 101        | Participante | Mnet   |
| 2016  | Unpretty Rapstar 3 | Participante | Mnet   |

## Crédits musicaux
| Année | Artiste(s)                                        | Chanson                       | Album              | Paroles  | Paroles                                              | Musique  | Musique                                                                      | Arrangement | Arrangement             |
| Année | Artiste(s)                                        | Chanson                       | Album              | Créditée | Avec                                                 | Créditée | Avec                                                                         | Créditée    | Avec                    |
| ----- | ------------------------------------------------- | ----------------------------- | ------------------ | -------- | ---------------------------------------------------- | -------- | ---------------------------------------------------------------------------- | ----------- | ----------------------- |
| 2016  | Participantes d’Unpretty Rapstar 3 : - Ha Ju-yeon | "She's Coming"                | Unpretty Rapstar 3 | Oui      |                                                      | Non      | NC                                                                           | Non         | NC                      |
| 2016  | Nada, Soyeon                                      | "Scary"                       | Unpretty Rapstar 3 | Oui      |                                                      | Non      | NC                                                                           | Non         | NC                      |
| 2016  | Soyeon (feat. Superbee)                           | "Children's Day"              | Unpretty Rapstar 3 | Oui      |                                                      | Non      | NC                                                                           | Non         | NC                      |
| 2016  | Soyeon (feat. Davii)                              | "Smile"                       | Unpretty Rapstar 3 | Oui      |                                                      | Non      | NC                                                                           | Non         | NC                      |
| 2017  | JBJ                                               | "Say My Name"                 | Fantasy            | Oui      | Kim Sangkyun, Yang Hai, Jung Kukyeong                | Non      | NC                                                                           | Non         | NC                      |
| 2017  | Soyeon                                            | "Jelly"                       | Single digital     | Oui      | -                                                    | Oui      | Yang Hai, Jung Kukyeong                                                      | Oui         | Yang Hai, Jung Kukyeong |
| 2018  | Soyeon                                            | "Idle Song"                   | Single digital     | Oui      | -                                                    | Oui      | Yang Hai, Jung Kukyeong                                                      | Oui         | Yang Hai, Jung Kukyeong |
| 2018  | (G)I-dle                                          | "Latata"                      | I Am               | Oui      | -                                                    | Oui      | Big Sancho                                                                   | Oui         | Big Sancho              |
| 2018  | (G)I-dle                                          | "$$$"                         | I Am               | Oui      | Le'mon                                               | Non      | NC                                                                           | Non         | NC                      |
| 2018  | (G)I-dle                                          | "Maze"                        | I Am               | Oui      | Son Young-jin, Ferdy                                 | Non      | NC                                                                           | Non         | NC                      |
| 2018  | (G)I-dle                                          | "Don't Text Me"               | I Am               | Oui      | Big Sancho, Park Hae-il, Jerry Potter                | Non      | NC                                                                           | Non         | NC                      |
| 2018  | (G)I-dle                                          | "What's in Your House?"       | I Am               | Oui      | Arin, Vincenzo, Fuxxy, Any Masingga                  | Non      | NC                                                                           | Non         | NC                      |
| 2018  | United Cube                                       | "Mermaid"                     | ONE                | Oui      | Lee Minhyuk, Jung Ilhoon, Peniel, U Seog, Jang Yeeun | Non      | NC                                                                           | Non         | NC                      |
| 2018  | United Cube                                       | "Young & One"                 | ONE                | Oui      |                                                      | Non      | NC                                                                           | Non         | NC                      |
| 2018  | (G)I-dle                                          | "Hann" (한(一))               | Single digital     | Oui      | -                                                    | Oui      | Yummy Tone                                                                   | Oui         | Yummy Tone              |
| 2018  | Seulgi, Soyeon, Chungha, SinB                     | "Wow Thing"                   | SM Station X 0     | Oui      |                                                      | Non      | NC                                                                           | Non         | NC                      |
| 2019  | Lee Min-hyuk                                      | "You Too? Me Too!"            | Hutazone           | Oui      | Lee Minhyuk                                          | Non      | NC                                                                           | Non         | NC                      |
| 2019  | CLC                                               | "No"                          | No.1               | Oui      | Yeeun                                                | Oui      | Jun                                                                          | Oui         | Jun                     |
| 2019  | (G)I-dle                                          | "Senorita"                    | I Made             | Oui      | -                                                    | Oui      | Big Sancho                                                                   | Oui         | Big Sancho              |
| 2019  | (G)I-dle                                          | "What's Your Name"            | I Made             | Oui      | -                                                    | Oui      | Lee Woomin "collapsedone"                                                    | Non         | NC                      |
| 2019  | (G)I-dle                                          | "Put It Straight"             | I Made             | Oui      | -                                                    | Oui      | -                                                                            | Oui         | 후디니                  |
| 2019  | (G)I-dle                                          | "Give Me Your"                | I Made             | Oui      | -                                                    | Oui      | 후디니                                                                       | Oui         | 후디니                  |
| 2019  | (G)I-dle                                          | "Blow Your Mind"              | I Made             | Oui      | Minnie, Flow Bow                                     | Non      | NC                                                                           | Non         | NC                      |
| 2019  | (G)I-dle                                          | "Uh-Oh"                       | Single digital     | Oui      | -                                                    | Oui      | Jun, MooF (153/Joombas)                                                      | Non         | NC                      |
| 2019  | Key                                               | "I Wanna Be"                  | I Wanna Be         | Oui      | Park Sung Hee                                        | Non      | Non                                                                          |             | NC                      |
| 2020  | (G)I-dle                                          | "Oh My God"                   | I Trust            | Oui      | -                                                    | Oui      | Big Sancho                                                                   | Oui         | Big Sancho              |
| 2020  | (G)I-dle                                          | "Luv U" (사랑해)              | I Trust            | Oui      | -                                                    | Oui      | Big Sancho                                                                   | Oui         | Big Sancho              |
| 2020  | (G)I-dle                                          | "Maybe"                       | I Trust            | Oui      | -                                                    | Oui      | Min Lee "collapsedone"                                                       | Non         | NC                      |
| 2020  | (G)I-dle                                          | "Lion"                        | I Trust            | Oui      | -                                                    | Oui      | Yummy Tone                                                                   | Oui         | Yummy Tone              |
| 2020  | Hyoyeon                                           | "Dessert"                     | Single digital     | Oui      | Lee Seu-ran, Loopy                                   | Oui      | Jonatan Gusmark, Ludvig Evers, Celine Helgemo, Tooji Sakutan, Hyoyeon, Loopy | Non         | NC                      |
| 2020  | (G)I-dle                                          | "I'm the Trend"               | Single digital     | Oui      | Minnie, Yuqi, FCMHoudini                             | Non      | NC                                                                           | Non         | NC                      |
| 2020  | (G)I-dle                                          | "Dumdi Dumdi"                 | Single digital     | Oui      | -                                                    | Oui      | Pop Time                                                                     | Non         | NC                      |
| 2020  | Namjoo                                            | "Bird"                        | Bird               | Oui      | -                                                    | Oui      | Big Sancho                                                                   | Non         | NC                      |
| 2021  | (G)I-DLE                                          | "Hann (Alone in winter)"      | I burn             | Oui      | -                                                    | Oui      | Ye Eun Ahn                                                                   | Non         | NC                      |
| 2021  | (G)I-DLE                                          | "HWAA"                        | I burn             | Oui      | -                                                    | Oui      | Pop Time                                                                     | Non         | NC                      |
| 2021  | (G)I-DLE                                          | "MOON"                        | I burn             | Oui      | -                                                    | Non      | Minnie, FCMHoudini, FCM667                                                   | Non         | NC                      |
| 2021  | (G)I-DLE                                          | "Where is love"               | I burn             | Oui      | -                                                    | Oui      | Lee Woo Min "collapsedone"                                                   | Non         | NC                      |
| 2021  | (G)I-DLE                                          | "LOST"                        | I burn             | Oui      | Seo Jae-woo, Yuqi                                    | Non      | Seo Jae-woo, Yuqi                                                            | Non         | NC                      |
| 2021  | (G)I-DLE                                          | "DAHLIA"                      | I burn             | Oui      | Breadbeat, Minnie                                    | Non      | BreadBeat, Minnie                                                            | Non         | NC                      |
| 2021  | Soyeon                                            | "BEAM BEAM"                   | Windy              | Oui      | -                                                    | Oui      | Pop Time, Kako                                                               | Non         | NC                      |
| 2021  | Soyeon                                            | "Weather"                     | Windy              | Oui      | -                                                    | Oui      | Pop Time                                                                     | Non         | NC                      |
| 2021  | Soyeon                                            | "Quit"                        | Windy              | Oui      | -                                                    | Oui      | Pop Time                                                                     | Non         | NC                      |
| 2021  | Soyeon                                            | "Psycho"                      | Windy              | Oui      | -                                                    | Oui      | Pop Time, Kako                                                               | Non         | NC                      |
| 2021  | Soyeon, BIBI, Lee Young Ji                        | "Is this bad b****** number?" | Windy              | Non      | BIBI, Lee Young Ji                                   | Oui      | Kako, Flip_00                                                                | Non         | NC                      |
| 2022  | (G)I-DLE                                          | TOMBOY                        | I NEVER DIE        | Oui      | -                                                    | Oui      | Pop Time, Kako                                                               | Non         | NC                      |
| 2022  | (G)I-DLE                                          | Never Stop Me                 | I NEVER DIE        | Oui      | -                                                    | Oui      | Pop Time, Kako                                                               | Non         | NC                      |
| 2022  | (G)I-DLE                                          | VILLAIN DIES                  | I NEVER DIE        | Oui      | -                                                    | Oui      | The Proof                                                                    | Non         | NC                      |
| 2022  | (G)I-DLE                                          | ALREADY                       | I NEVER DIE        | Oui      | Minnie, Houdini                                      | Non      | Minnie, Houdini                                                              | Non         | NC                      |
| 2022  | (G)I-DLE                                          | ESCAPE                        | I NEVER DIE        | Oui      | BreadBeat, Minnie                                    | Non      | BreadBeat, Minnie                                                            | Non         | NC                      |
| 2022  | (G)I-DLE                                          | LIAR                          | I NEVER DIE        | Oui      | Yuqi, Siixk Jun                                      | Non      | Yuqi, Siixk Jun, Kim Myeong Kyu                                              | Non         | NC                      |
| 2022  | (G)I-DLE                                          | MY BAG                        | I NEVER DIE        | Oui      | -                                                    | Oui      | Nathan                                                                       | Non         | NC                      |
| 2022  | (G)I-DLE                                          | Nxde                          | I love             | Oui      | -                                                    | Oui      | Pop Time, Kako                                                               | Non         | NC                      |
| 2022  | (G)I-DLE                                          | LOVE                          | I love             | Oui      | -                                                    | Oui      | Bicksancho (YummyTONE)                                                       | Non         | NC                      |
| 2022  | (G)I-DLE                                          | Change                        | I love             | Oui      | Minnie                                               | Non      | BreadBeat, Minnie                                                            | Non         | NC                      |
| 2022  | (G)I-DLE                                          | Reset                         | I love             | Oui      | -                                                    | Non      | Yuqi, BOYTOY (Blatinum), Disko (Blatinum), PLZ (Blatinum)                    | Non         | NC                      |
| 2022  | (G)I-DLE                                          | Sculpture                     | I love             | Oui      | Minnie, Houdini                                      | Non      | Minnie, Houdini                                                              | Non         | NC                      |
| 2022  | (G)I-DLE                                          | DARK (X-file)                 | I love             | Oui      | -                                                    | Non      | Yuqi, Siixk Jun                                                              | Non         | NC                      |
| 2023  | (G)I-DLE                                          | Queencard                     | I feel             | Oui      | -                                                    | Oui      | Pop Time, Daily, Likey                                                       | Non         | NC                      |
| 2023  | (G)I-DLE                                          | Allergy                       | I feel             | Oui      | -                                                    | Oui      | Pop Time, Daily, Likey, Kako                                                 | Non         | NC                      |
| 2023  | (G)I-DLE                                          | Lucid                         | I feel             | Oui      | Minnie                                               | Non      | Minnie                                                                       | Non         | NC                      |
| 2023  | (G)I-DLE                                          | Paradise                      | I feel             | Oui      | Minnie, BreadBeat, B.O                               | Non      | Minnie, BreadBeat                                                            | Non         | NC                      |
| 2023  | (G)I-DLE                                          | Peter Pan                     | I feel             | Oui      | Yuqi                                                 | Non      | Yuqi, Siixk Jun, WOOSEOK                                                     | Non         | NC                      |
| 2024  | (G)I-DLE                                          | Super Lady                    | 2                  | Oui      | -                                                    | Oui      | Pop Time, Daily, Likey                                                       | Non         | NC                      |
| 2024  | (G)I-DLE                                          | Revenge                       | 2                  | Oui      | -                                                    | Oui      | Pop Time, Kako                                                               | Non         | NC                      |
| 2024  | (G)I-DLE                                          | Fate                          | 2                  | Oui      | -                                                    | Oui      | Pop Time, Daily, Likey                                                       | Non         | NC                      |
| 2024  | (G)I-DLE                                          | Wife                          | 2                  | Oui      | -                                                    | Oui      | Daily, Likey, Pop Time                                                       | Non         | NC                      |

## Récompenses et nominations
| Année | Cérémonie          | Catégorie   | Résultat |
| ----- | ------------------ | ----------- | -------- |
| 2022  | Melon Music Awards | Song writer | Lauréat  |